# تفروت (تنودت)
تفروت هو دُوَّار يقع بجماعة زاوية سيدي قاسم، إقليم تطوان، جهة طنجة تطوان الحسيمة في المملكة المغربية. ينتمي الدوّار لمشيخة تنودت التي تضم 8 دواوير. يقدر عدد سكانه بـ 562 نسمة حسب الإحصاء الرسمي للسكان والسكنى لسنة 2004.

## روابط خارجية
- البوابة الوطنية للجماعات الترابية نسخة محفوظة 12 مارس 2018 على موقع واي باك مشين.
- المندوبية السامية للتخطيط